# Enrichetto delle Querce
Enrichetto delle Querce (fl. XIII-XIV secolo) è stato un notaio e politico italiano, attivo tra la fine del XIII secolo e l'inizio del XIV.

## Biografia
Creato notaio nel 1278, fece parte, a più riprese, del consiglio del Comune di Bologna tra il 1282 e il 1303. Nel 1307 fu nominato membro del consiglio degli Anziani, nel 1308 proconsole dei notai.
Svolse per la sua città numerose missioni diplomatiche: fu inviato come ambasciatore nella Repubblica di Firenze nel 1299, nel 1300 e successivamente nel 1310; nel maggio del 1311 si recò invece, insieme a Giacomo Spiolara, presso la corte pontificia, allora ad Avignone, per assicurare l'appoggio della guelfa Bologna all'allora Papa Clemente V.

### Ufficio dei memoriali e il sonetto della Garisenda
Enrichetto fu chiamato a tenere l'Ufficio dei Memoriali per il secondo semestre del 1287, ed è in questa data che il suo nome si legò a quello del poeta Dante Alighieri. Il notaio, infatti, seguendo una consuetudine letteraria tipica dei cancellieri medievali, aggiunse di sua mano, nel registro, il sonetto No me poriano zamai dantesco, seppur con qualche incertezza e, come ipotizzato da alcuni studiosi, con influssi evidenti del proprio volgare: è noto infatti che i copisti dell'epoca, nell'atto di riportare sul foglio i componimenti trascelti, usavano adattare al proprio modo di parlare le forme dialettali delle poesie stesse, questo per l'assenza, nell'Italia del Medioevo, di una lingua volgare comune.
Il sonetto trascritto, soprannominato "della Garisenda" in virtù dell'omonima torre, viene così a dare testimonianza di quella che sembrerebbe la più antica poesia scritta da Dante (1287), e fornisce anche riferimenti interessanti per un soggiorno del poeta fiorentino nella città emiliana.